# 苛酷試験
苛酷試験（かこくしけん）とは医薬品の安定性試験法の一種である。

## 目的
流通期間中に起こりうる極端な条件下における薬剤の安定性を確認すること。起こりうる品質変化、特に分解反応および分解生成物について検討される。

## 試験方法
検体や測定試料は原体および製剤から適宜採取する。原則として包装を除いた状態で試験を行うが、必要に応じて包装状態での試験も行う。

### 保存条件
- 原体 — 温度、湿度、光の3つの条件を考慮し、条件を設定する。酸素の影響を検出できる条件の設定も望ましい。さらに、原則として水溶液もしくは懸濁液について、温度、光、pHの影響を検討する。
- 製剤 — 温度、湿度、光の三条件を考慮し、条件を設定する。極端な温度変化、湿度変動によって品質の変化が予想される製剤についてはその影響を検出できる条件の設定が望ましい。原体の場合と異なる分解生成物が生じる場合はその化学構造・生成機構・物理化学的特性・毒性・薬理作用について記述する。

### 試験期間および測定時期
医薬品の物理化学的性質に基づいて、試験目的に合致するように適宜設定する。

### 測定項目
承認申請書の規格および試験方法の欄に設定する試験項目のうち、保存により影響を受けやすい項目ならびにその他分解生成物の検索、品質管理に必要と判断される項目。